# ロナルド・パリーゼ
ロナルド・パリーゼ(Ronald Anthony Parise、1951年5月24日-2008年5月9日)は、イタリア系アメリカ人の科学者であり、ペイロードスペシャリストとしてスペースシャトルでの2度の宇宙飛行を経験した。
パリーゼは、オハイオ州ウォーレンで、ヘンリーとキャスリンの間に生まれた。11歳の時にアマチュア無線の免許を取り、10代の頃には天文学と航空に興味を持って、パイロットとなった。ウェスタン・リザーブ高校を1969年に卒業し、その後、ヤングスタウン州立大学に通って、1973年に数学、天文学、地質学の副専攻を修め、物理学の学士号を取得した。その後フロリダ大学で、1977年に天文学の修士号、1979年に天文学の博士号を取得した。妻のCecelia Sokol Pariseとの間に2人の子供がいる。
2008年5月9日に脳腫瘍のため、56歳で死去した。

## キャリア
1979年に大学院を修了すると、Operations Research Inc. (ORI)に就職して、アメリカ航空宇宙局(NASA)のいくつかのミッションについてのアビオニクスの要求定義の開発と、故障モードの分析を行った。1980年、コンピュータ・サイエンシズ・コーポレーションのIUE運用センターでデータサイエンティストとして働き始め、1980年にはIUEのハードコピー施設のマネージャーとなった。
1981年には、Ultraviolet Imaging Telescope (UIT)と呼ばれる新しいスペースラブ実験の開発に係る仕事を始めた。彼の担当は、飛行のためのハードウェアとソフトウェアの開発、電子システムの設計、プロジェクトのためのミッション計画等であった。1984年、新設されるASTRO計画シリーズの支援のため、NASAにより、ペイロードスペシャリストに選ばれた。ペイロードスペシャリストとしての12年の間、STS-35の乗組員となった他、ミッション計画、シミュレータ開発、統合及び試験、飛行手順の開発、科学データの分析等を担当した。ASTRO計画が終了すると、ミール、国際宇宙ステーション、X-38等を含む様々な有人宇宙飛行計画において、計画や通信の技術支援を担った。
パリーゼは、地上の天文台、OAO (人工衛星)、IUE、ASTRO天文台等から得られるデータを用いた多くの天文学研究プロジェクトに参画した。研究テーマは、連星系の星周塵や球状星団中の恒星の進化等で、いくつかの論文を出した。1990年のSTS-35と1995年のSTS-67にペイロードスペシャリストとして参加し、2度の宇宙飛行で614時間を宇宙で過ごし、1060万マイルを移動した。キャリアの最後には、ゴダード宇宙飛行センターで有人宇宙飛行における、より進んだ通信を計画していた。宇宙でのデータ伝送にInternet Protocolを用いる技術を開発するプロジェクトにも関与していた。

## 宇宙飛行経験
STS-35は、1990年12月2日から12月10日まで、スペースシャトル・コロンビアにより行われた。ASTRO天文台は、天体の微弱な遠紫外線のスペクトルデータ、偏光データ及び画像を同時に記録するように設計された3つの望遠鏡の1要素である。ミッション期間は215時間5分で、コロンビアはエドワーズ空軍基地に着陸した。
STS-67は、1995年3月2日から3月18日まで、スペースシャトル・エンデバーにより行われた。ASTRO天文台の2度目の飛行となった。新記録となった16日間のミッションで、
天体の微弱な遠紫外線のスペクトルや、熱い恒星、遠方の銀河から来る紫外線の偏光の研究を行った。ミッション期間は399時間9分で、エドワーズ空軍基地に着陸した。
偶然であるが、どちらのミッションでも、同僚となるペイロードスペシャリストは、サミュエル・デュランスであった。
パリーゼは、アマチュア無線機器をシャトルに持ち来み、運用を行った。コールサインは、WA4SIRであった。